# Перминов, Юрий Петрович
Юрий Петрович Перминов (род. 16 мая 1961, Омск) — русский поэт, эссеист, журналист. Член Союза писателей России, секретарь Союза писателей России, лауреат всероссийских литературных премий.

## Биография
Родился 16 мая 1961 году в Омске. Завершив обучение в средней общеобразовательной школе, трудоустроился работать в театр — монтировщиком сцены. Позже трудился на рабочих должностях на оборонных предприятиях города.
Получил высшее образование, завершив обучение в Омском государственном педагогическом институте имени А. М. Горького. Проходил срочную службу в рядах Советской армии.
С 1993 года начал свою журналистскую карьеру, устроившись сначала корреспондентом, а позже став обозревателем газеты «Омское время». В 2000 году был назначен на пост заместителя редактора издания, в 2005 году становится редактором "Общественно-политической газеты «Омское время». С 2011 г. - главный редактор историко-культурологического, литературно-художественного альманаха «Тобольск и вся Сибирь». Главный редактор издательских проектов общественного благотворительного фонда «Возрождение Тобольска».
Его первые поэтическкие публикации состоялись ещё в школьные годы. В 1990 году в Омском книжном издательстве была напечатана его первая книга.
В 1988 году издательство «Молодая гвардия» проводило Всесоюзный Поэтический турнир, победителем которого стал Юрий Перминов.
Являлся участником IX Всесоюзного совещания молодых писателей.
После издания книги «Первые дороги» в 1990 году был рекомендован к приёму в Союз писателей СССР. Членом Союза писателей России стал в 1994 году.
Лауреат Большой литературной премии России, Всесоюзных литературных премий – «Прохоровское поле», им. Расула Гамзатова, им. Николая Лескова «Очарованный странник», им. Бориса Корнилова «На встречу дня»; международной литературной премии «Югра» и др.; Всероссийского конкурса региональной и краеведческой литературы «Малая Родина» (номинация «Люди нашего края»), и др. Лауреат Всероссийской премии имени Фёдора Конюхова («За высокоталантливое служение русской поэзии и многолетние труды по сохранению духовно-исторической самобытности русского народа»). За редактирование и составление четырёхтомника «Северный Морской путь» удостоен Гран-при Ассоциации книгоиздателей России (лучшая редакторская работа). Награждён медалями М.Ю. Лермонтова Министерства культуры РФ, «За заслуги в обеспечении законности и правопорядка» Министерства обороны РФ. Автор проекта и редактор-составитель двухтомной антологии сибирской поэзии «Слово о Матери», пятитомника «Сибиряки и Победа», трёхтомника «Сибиряки в Сталинградской битве», двухтомника «Победа над Японией», а также других издательских проектов общественного благотворительного фонда «Возрождение Тобольска» (более 50 наименований), удостоенных различных наград Ассоциации книгоиздателей России (в т. ч. «Редактор года»). Один из составителей десятитомной поэтической антологии «Война и Мир». Автор текстов, редактор-составитель изданий регионального общественного фонда «Духовное наследие»: «Воскресенский собор: история возвращения», «Свято-Ильинский собор», пятитомной антологии «Три века омской культуры» и др. Секретарь Союза писателей России. Автор 15 книг (поэзия, эссе, публицистика). 
Его поэтические произведения и эссе публиковались в журналах: «Новая книга России», «Наш современник», «Роман-журнал XXI век», «Москва», «Родная Ладога», «Аврора», «Простор» (Алма-Ата), «Сибирские огни», «Невский альманах», «Земля Сибирь», «Алтай», «Сибирские Афины», «Дон» и др., а также в альманахах: «Литературное Приднестровье», «День православной поэзии», «Иртыш», «Врата Сибири», «Бийский вестник», «Literarus-Литературное слово» (Хельсинки), в «Литературной газете», «Российском писателе», «Литературной России» и других периодических изданиях страны и зарубежья. Редактор-составитель сборника патриотической поэзии и прозы «Координаты СВОим» (2023).
Проживает в Омске.

## Общественная позиция
В 2022 году подписал письмо в поддержку российского военного вторжения на Украину.